# Kuşçu, Yeşilyurt
Kuşçu là một thị trấn thuộc huyện Yeşilyurt, tỉnh Tokat, Thổ Nhĩ Kỳ. Dân số thời điểm năm 2011 là 1.409 người.